# Автоспорт

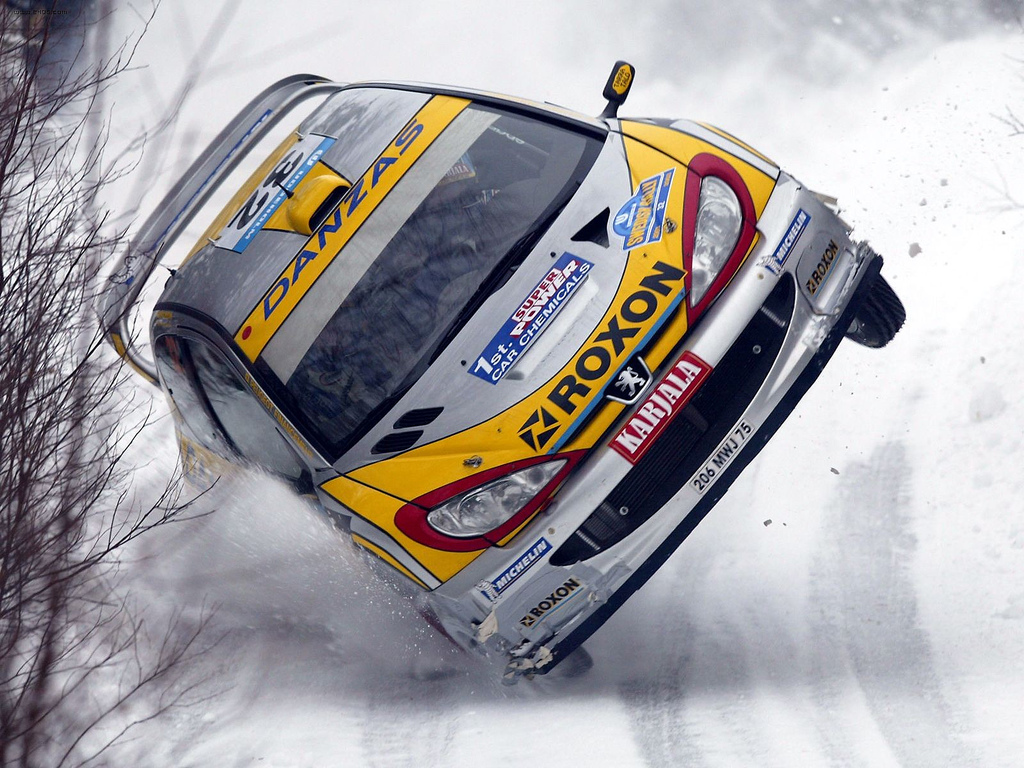
Юсо Пиколисто за рулём спортивной Peugeot 206 WRC на ралли 2003 года World Rally Championship в Швеции

Автоспо́рт (англ. autosport, а также англ. motorsport), автомобильный спорт — категория технических видов спорта, в которых участники соревнуются между собой за рулём автомобилей (прототип, легковой автомобиль, грузовик, внедорожник и так далее).
В настоящее время существует множество различных подвидов автомобильного спорта, каждый из которых имеет собственные правила и положения. Соревнования могут быть на скорость прохождения трассы, экономичность, надёжность, проходимость и так далее. Большинство мировых чемпионатов по автомобильным гонкам проводятся под эгидой Международной автомобильной федерации, ФИА (фр. FIA — Federation Internationale de L’Automobile), которая была основана в 1904 году.

## История автоспорта

### Первое автомобильное соревнование
Датой начала истории автомобильного спорта можно назвать 1894 год. В конце 1893 года (19 декабря) издатель парижской газеты «Le Petit Journal» Пьер Жиффар объявил о проведении первой автомобильной гонки (до этого, в 1887 году, прошёл конкурс «колясок, передвигающихся без посторонней помощи» с одним единственным участником). Её старт был назначен на 22 июля 1894 года. Участвующие «безлошадные экипажи» должны были преодолеть дистанцию в 126 км от Парижа до Руана менее чем за восемь с половиной часов. Критерий победы выглядел довольно расплывчато: первый приз в 5000 франков должен был достаться экипажу, который продемонстрирует «наилучшую комбинацию безопасности, экономии и удобства в управлении». Заявки на участие изначально подали 102 претендента с самыми разнообразными конструкциями, среди которых были автомобили, приводимые в движение паром, керосином, бензином и электричеством. Интересный факт, в технической комиссии гонки был представитель Российской империи — Пётр Климентьевич Энгельмейер, на тот момент работавший преподавателем Императорского Московского технического училища.
После проведения входного технического контроля число участников резко сократилось: их осталось всего 25. 19 июля прошли предварительные испытания, и гонку оставили ещё четыре экипажа. В назначенный день, 22 июля, гонке был дан старт: 21 автомобиль, уходя на дистанцию с 30-секундным интервалом, покинул Париж. Лидером практически сразу же стал маркиз Альбер де Дион на паровом автомобиле «Де Дион-Бутон». Первый участок трассы завершался в Манте, до которого добралось большинство участников, и, после перерыва на отдых, они вновь ушли на дистанцию. В итоге, все 13 стартовавших «Пежо» и «Панар-Левассор» достигли Руана, причём 12 из них уложились в отведённый срок. Из семи стартовавших паровых автомобилей добраться до финиша смогли только три.
После того, как судейская коллегия исследовала финишировавшие автомобили, она присудила первый приз автомобилям «Пежо» и «Панар-Левассор» совместно (оснащённым двигателями «Даймлер» мощностью в 3—4 л. с.). Паровые автомобили «Де Дион-Бутон», фактически преодолевшие дистанцию за меньшее время (их средняя скорость составила 17 км/ч), судьи сочли слишком громоздкими, тем самым отказав в праве получения первого приза.
Вместе с тем, принято считать, что первые в истории настоящие автогонки прошли по маршруту Париж-Бордо-Париж (дистанция в 1200 км) в 1895 году. Соревнование прошло под эгидой специально созданного для этого Автомобильного клуба Франции, существующего и по сей день. Предполагалось, что участники должны будут преодолеть эту дистанцию за 100 часов, но в реальности её победитель, Левассор на «Панар-Левассор», прошёл её за 48 часов и 48 минут (средняя скорость в 24,14 км/ч). Интересно, что на этой гонке впервые появился автомобиль с пневматическими шинами. Выступал на нём сам автор идеи, Андре Мишлен. По всему маршруту он расставил огромное число сервисных точек, но в итоге ему пришлось менять шины столь часто, что он попросту не уложился в отведённое время.

### Развитие автоспорта
Примерно в те же годы подобного рода состязания прошли в Германии, Италии, Соединённых Штатах Америки и в Великобритании. Причём в последнем случае соревнование прошло фактически случайно. В 1896 году был наконец-то отменён «Закон о красном флаге» (он был принят в 1865 году, и по нему требовалось следующее: в каждом автомобиле должно сидеть два водителя, двигаться автомобиль мог не быстрее 4 миль в час, и перед автомобилем обязательно должен был следовать человек с красным флажком). По поводу столь радостного события и был проведён спонтанный автопробег из Лондона в Брайтон. Естественно, без каких-либо призов или победителей.
Автогонки, появившись ещё в XIX веке, являются первое время всего лишь экзотическим развлечением. Но с развитием техники автогонки приобретают всё больший интерес у участников соревнований (богатых энтузиастов — любителей новых технологий), зрителей и устроителей соревнований. Таким образом, уже с самого начала XX века автогонки завоёвывают своё место в мире.

### Безопасность гонок

Авария Пьера Левега

История автоспорта изобилует захватывающими спортивными подвигами, многозначительными техническими достижениями и, в то же время, трагедиями. Во время 24-часовой гонки в Ле-Мане (в 1955 году) Mercedes Пьера Левега вылетел за ограждение, от обломков и вспыхнувшего топлива погибли более 80 зрителей. После этого события немецкий автопроизводитель надолго ушёл из автоспорта. При этом ремни безопасности в Формуле-1 были введены только в шестидесятых годах.
В связи с этой трагедией в Швейцарии были запрещены любые проявления автоспорта. 16 марта 2015 года правительство внесло изменения в запрет, и разрешило проведение в стране гонок Формулы Е.
Современное состояние безопасности в автоспорте
Сегодня безопасность в автоспорте стоит на первом месте. Технические виды спорта очень зрелищны и весьма прибыльны, ярким примером чего служит Формула-1.
Широкое распространение в самых разнообразных автогонках (а также в водно-моторном спорте) получила система защиты головы и шеи гонщика HANS. Использование HANS обязательно в Формуле-1 с 2003 года.

## Типы автомобильных соревнований
Классифицировать виды автомобильных соревнований можно по типам трасс, на которых проводятся состязания, по особенностям гоночной техники, по особенностям спортивного регламента и т. д. Ниже указаны (без классификации по какому-то признаку) некоторые разновидности автоспорта.

### Кольцевые автогонки

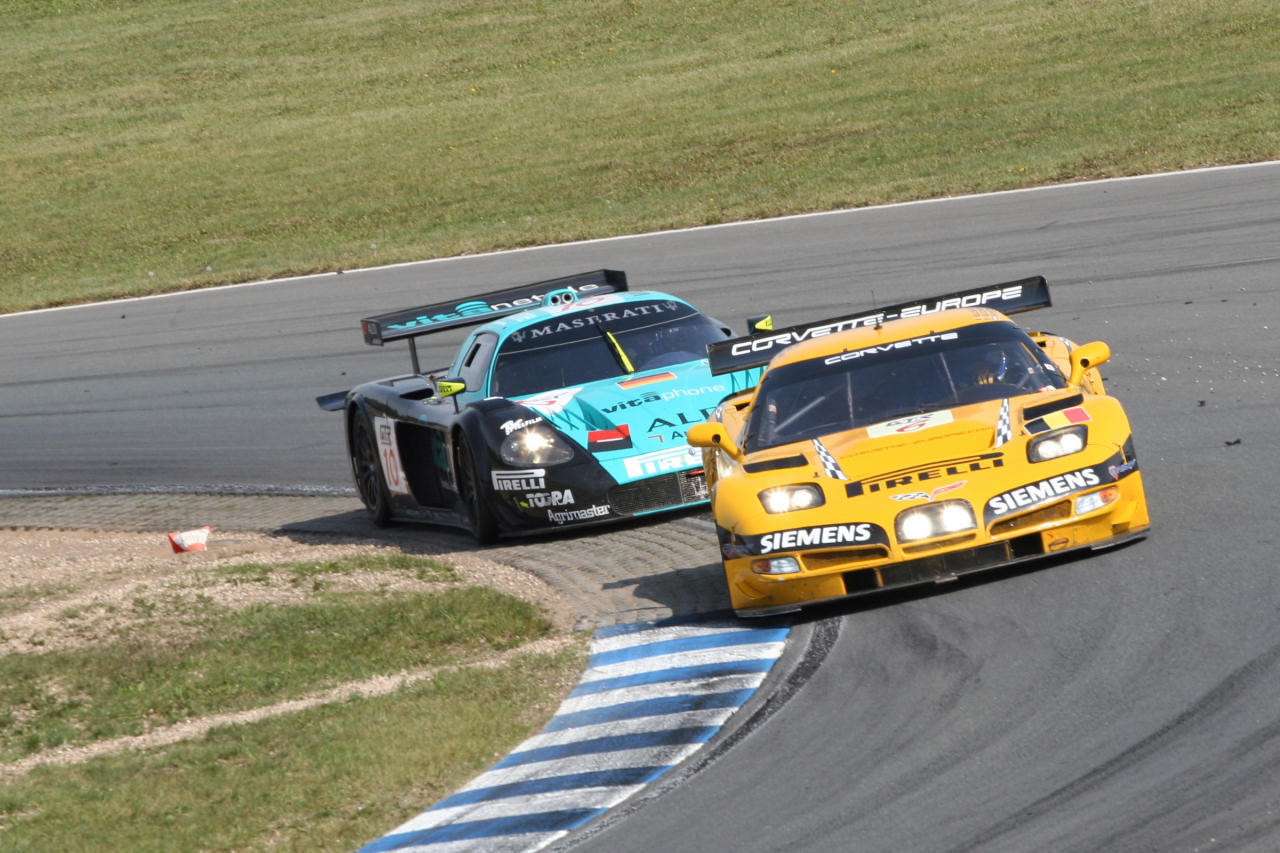
Кольцевая автогонка

Соревнования проходят по замкнутой асфальтированной трассе, по которой гонщики проезжают определённое количество кругов.
Большинство современных кольцевых гонок осуществляются на трассах с формой, отличной от овала или круга, изобилующих поворотами: апексами, шиканами и шпильками, что увеличивает требования к технике, умению гонщиков (пилотов) и повышает зрелищность соревнований.
Кольцевые гонки очень популярны у зрителей, так как гонщики и их автомобили видны для зрителя на трибуне большую часть времени гонки, и перед его глазами чаще всего находится кто-то из гонщиков. Для телезрителей этот вид гонок предпочтительнее, чем другие, из-за плотной борьбы на трассе, обгонов, частых аварий, пит-стопов.
Большинство кольцевых автогонок проводится на твёрдом покрытии, хотя в северных странах проводятся соревнования на ледовых (снежных трассах), а также существуют кольцевые гонки на грунтовом покрытии.
К этому виду гонок относятся:
- Russian Touring Car Championship (RTCC) — (Гран При RTCC) — это профессиональный кузовной чемпионат по автомобильным кольцевым гонкам. Статус соревнований — Чемпионат России, Кубок России.
- NASCAR — гонки на кузовных автомобилях, проводящиеся в США.
- Формула-1 — гонки на автомобилях с открытыми колёсами и 1,6-литровым турбированным двигателем и двумя элементами рекуперации электрической энергии (кинетической от системы MGU-K и тепловой от системы MGU-H). Машины Формулы-1 считаются самыми быстрыми кольцевыми гоночными автомобилями. Средняя скорость на некоторых этапах превышает 250 км/ч, а максимальная — 360 км/ч. Козырями этого класса являются эффективные тормоза и аэродинамика. Из всех классов автогонок Формула-1 является самым затратным; бюджеты лидирующих команд составляют несколько сотен миллионов долларов США.[источник не указан 3801 день]
- DTM — немецкий чемпионат по гонкам на кузовных автомобилях.
- IndyCar — американские гонки на автомобилях с открытыми колёсами.
- А1 Гран-при — «соревнование наций», сделанное в противовес Формуле-1. В отличие от Формулы-1, это монокласс: допускается только автомобиль одной марки. Рассчитан на меньшие финансовые затраты команд, меньшую длительность гонки и бо́льшую зрелищность, чем Формула-1.
- Формула Русь — российский класс кольцевых автогонок на болидах Формула РУСЬ. Существовал с 2001 по 2006 год. Это монокласс: допускается только автомобиль одной марки. В отличие от многих других моноклассов, в чемпионате Формула РУСЬ обслуживание и ремонт машин производится только организатором, у всех пилотов настройки болида на гонку идентичны. С 2013 по 2015 проходила под названием Формула Мастерс.
- ShortCut CUP — российский проект КБ 527 — монокласс только для автомобилей ShortCut, производством автомобилей ShortCut по лицензии КБ 527 — занимается компания ДК Рейсинг.
- GT World Challenge — это гоночная серия на спортивных автомобилях, созданная SRO Group и Королевским автомобильным клубом Бельгии (RACB) с одобрения Международной автомобильной федерации (FIA). В ней представлены гоночные автомобили класса GT.

### Гонки на выносливость

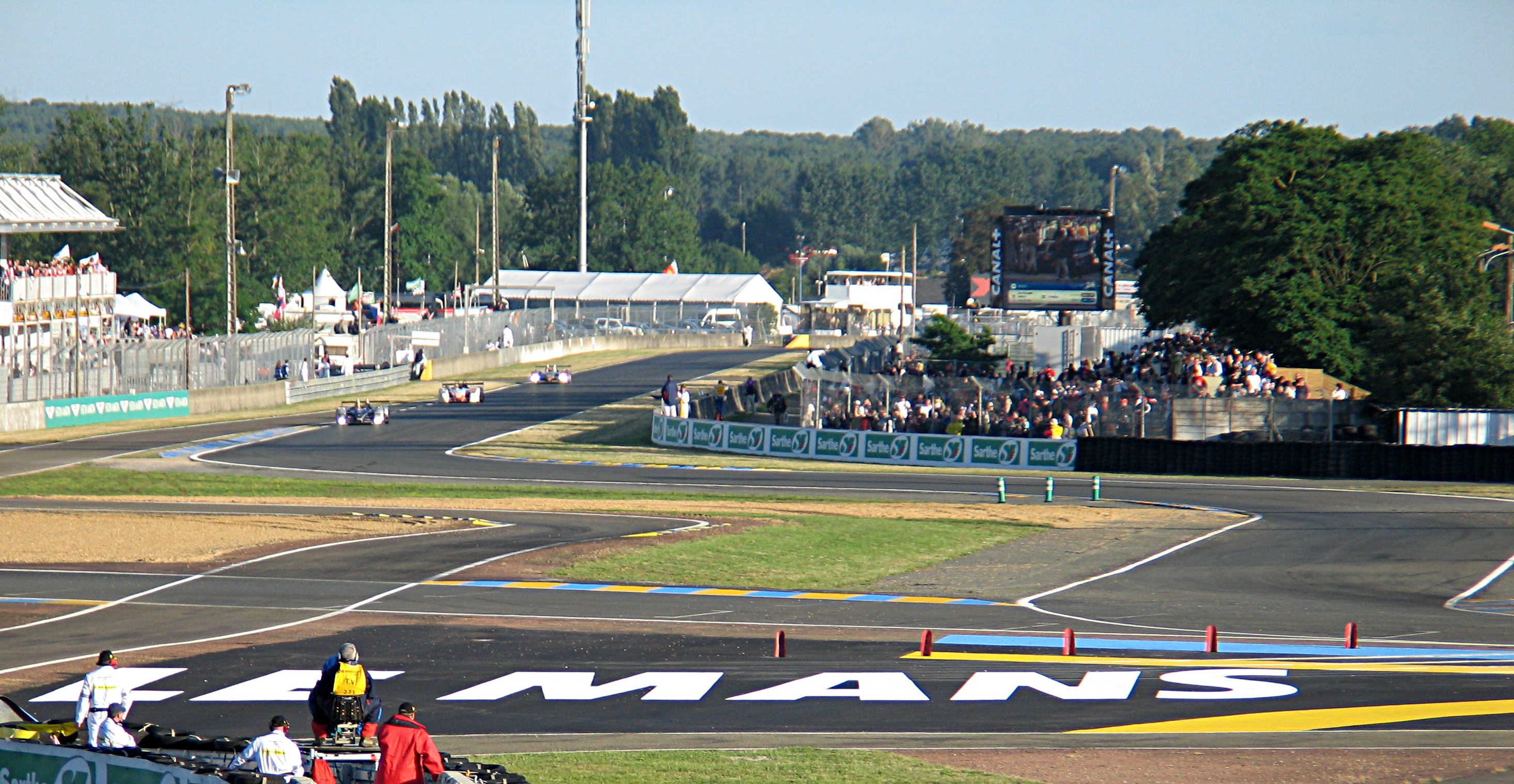
24 часа Ле-Мана

- Чемпионат мира по автогонкам на выносливость (FIA WEC)
- 24 часа Ле-Мана
- 24 часа Дайтоны
- 24 часа Спа
- 12 часов Себринга
- 8 часов Ле-Кастелле
- Серия Ле-Ман
- Russian Endurance Challenge — российская четырёхчасовая гонка на выносливость.

### Ралли

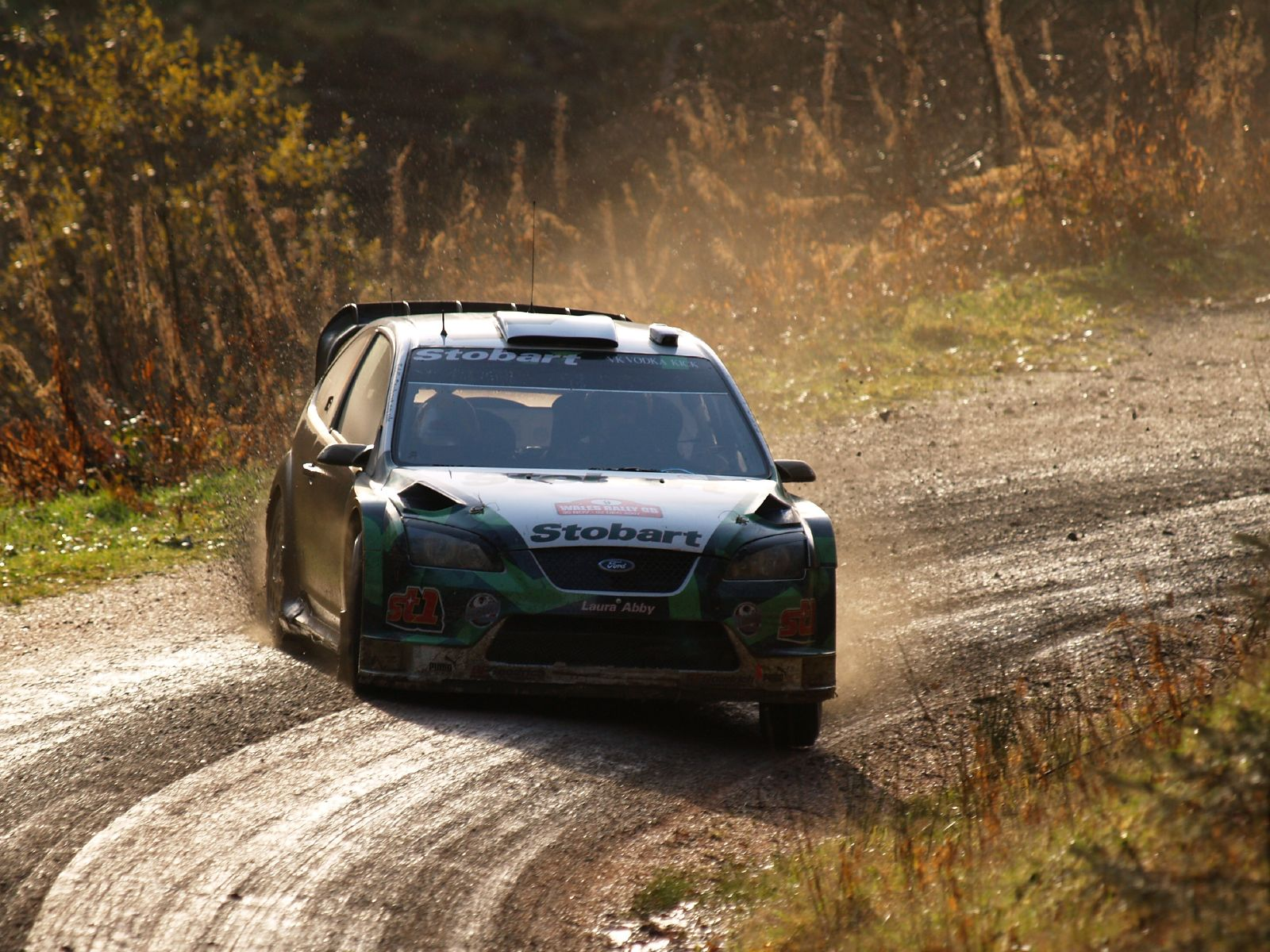
Ралли

Ралли — вид гонок, где гонщики едут из точки А в точку Б, то есть трасса в данном типе гонок не замкнута (при этом часть трассы может быть пройдена не один раз). В отличие от кольцевых автогонок, где трассы строятся специально, трассы для ралли, чаще всего, являются дорогами общего пользования, частично перекрываемыми только на время проведения соревнования или вообще пересечённой местностью. Тип покрытия, соответственно, различный: грунт, асфальт, снег (лёд), гравий, песок. В таких гонках нет строгого ограждения трассы. На трассах такого типа часто встречаются трамплины и сложные связки поворотов, которые каждый из экипажей проходит по-своему (нет идеальной траектории).
Для ориентации на очень высокой скорости пилоты пользуются помощью штурманов, которые по специальным заранее подготовленным картам следят за дорогой и сообщают пилотам о предстоящих поворотах и препятствиях.
Долгое время ралли не привлекали множества зрителей, так как зритель на трассе видел машины очень редко и почти никогда не видел реальной борьбы за место (обгоны). Но с развитием телевидения ралли приобрели значительную популярность у телеаудитории.
Трасса ралли первой категории (Чемпионат и Кубок России) состоит из скоростных участков (специально перекрытые участки дороги), соединённых перегонами (дороги общего пользования). Экипажи стартуют на скоростных участках (СУ) с интервалом, как правило, в 1 или 2 минуты и должны проехать всю трассу каждого спецучастка как можно быстрее. На перегонах скорость экипажей ограничена правилами (ПДД) и нормами времени, заданными организатором соревнования. Победителем является экипаж, прошедший спецучастки за минимальное время (по сумме всех СУ).

### Трофи

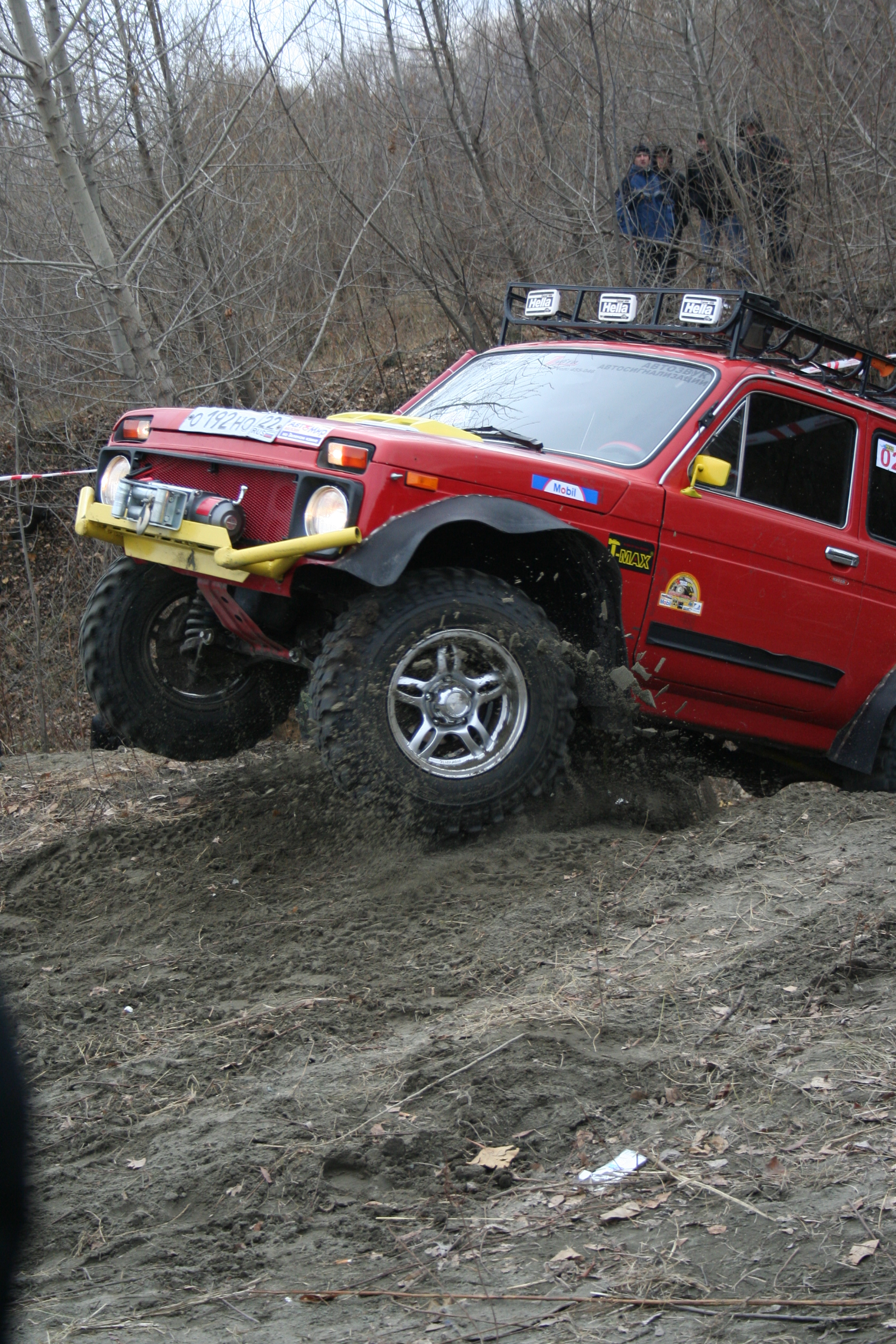
Трофи-рейд

Трофи представляет собой соревнование на внедорожниках (иногда грузовиках, специальных мотоциклах, реже на легковых автомобилях) по пересечённой местности. К этому виду относятся, например, трофи-рейды. Для трофи организаторами выбираются маршруты с максимально плохими условиями для езды (болота, реки, непроходимые леса, заснеженные территории или любой другой тип бездорожья). Поэтому, несмотря на то что соревнование проводится на время, гонщики проходят трассу медленно. В основном, соревнования состоят, как и в других дисциплинах, из нескольких спецучастков (СУ), автомобили выпускаются по одному, победителем становится тот, кто пройдёт дистанцию за меньшее время. Спецучастки бывают линейные и навигационные (проводятся в виде ориентирования). В навигационных участках часто бывает общий старт всех участников.
Очень часто в экипаж входят более двух человек для возможности преодоления очень непростых препятствий, также для этого используются специальные средства и техника: лопаты, самодельные помосты, лебёдки, канаты и др.
На соревнованиях такого рода очень часто выигрывает тот, кто в принципе сможет преодолеть препятствия, так как остальные участники не смогут этого сделать вообще, поэтому участники на своей технике передвигаются очень медленно и аккуратно. Так как сложность и опасность соревнований очень велика (гибель участников не редкость), то на данных соревнованиях распространена взаимовыручка даже среди прямых конкурентов. Можно сказать, что трофи — это пеший поход на колёсах.
Участвуют в таких соревнованиях, чтобы испытать себя и свою технику. Болельщики очень часто являются членами команды, а зрителей почти никогда нет, так как такие соревнования проводятся в непролазных местах вдалеке от населённых пунктов. О подобных соревнованиях в специализированных СМИ выходят репортажи уже по результатам соревнований.

### Автокросс

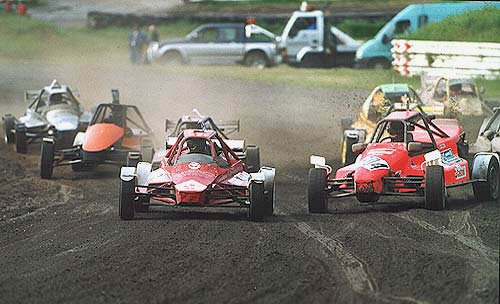
Автокросс на багги

Гонки на грунтовой кольцевой трассе. Участвуют модифицированные дорожные автомобили. Эти гонки достаточно зрелищны:
- зрителям видна бо́льшая часть трассы;
- гонщики соревнуются непосредственно друг с другом, а не на время;
- нередко происходят касания между автомобилями;
- неровности поверхности, ямы, трамплины, спуски и подъёмы добавляют привлекательности.

Автокросс устраивают на легковых и грузовых автомобилях, а также на багги — одноместных автомобилях с наружными колёсами и рамной конструкцией, сделанных специально для таких гонок.
В настоящее время в России ежегодно проводятся этапы чемпионатов, кубков и первенств страны, с использованием всех видов вышеперечисленной техники. Плюс есть целый ряд локальных гонок, например автокросс «Серебряная ладья», который проходит в День машиностроителя в г. Тольятти.
Примечание: В разных странах термин autocross означает разные гоночные дисциплины. Например, в США под словом autocross или Solo понимают вид спорта, который больше всего похож на автослалом — одиночные заезды на ровной асфальтовой площадке по трассе, обозначенной конусами.

### Автослалом
Автослалом («фигурное вождение», «скоростное маневрирование») — гонки на время по размеченной стойками (конусами, покрышками) территории со сложной трассой (крутые повороты, змейки, развороты на 180 градусов задним и передним ходом и т. п.). Водителю необходимо хорошо чувствовать габариты своего автомобиля, уметь маневрировать задним ходом, точно дозировать тягу на ведущих колёсах, выбирать самую лучшую траекторию движения, владеть приёмами стабилизации и скоростных разворотов. В любой момент времени на трассе находится только один автомобиль, что исключает возможность контакта между участниками. Благодаря низким скоростям и отсутствию твёрдых препятствий автослалом в основном проводится на серийных автомобилях (без каркасов безопасности), гонщик пристёгнут обычным трёхточечным ремнём, иногда обязательным является наличие шлема. Его придумали в Советском Союзе для профессиональных гражданских водителей, чтобы стимулировать повышение навыков управления автомобилем. Для участников, причём не только спортсменов, но и простых любителей, разработали несколько типовых «фигурок», например, «бокс», «дворик» или «колодки», которые фактически воспроизводили наиболее проблемные случаи, возникающие в обычных городских условиях.

### Автотриал (Триал)
Соревнования на преодоление почти непроходимых, очень коротких, часто специально подготовленных трасс. Особенно зрелищен Трактриал (соревнование монстр-траков).

### Дрэг-рейсинг
Соревнования на разгон по прямой.

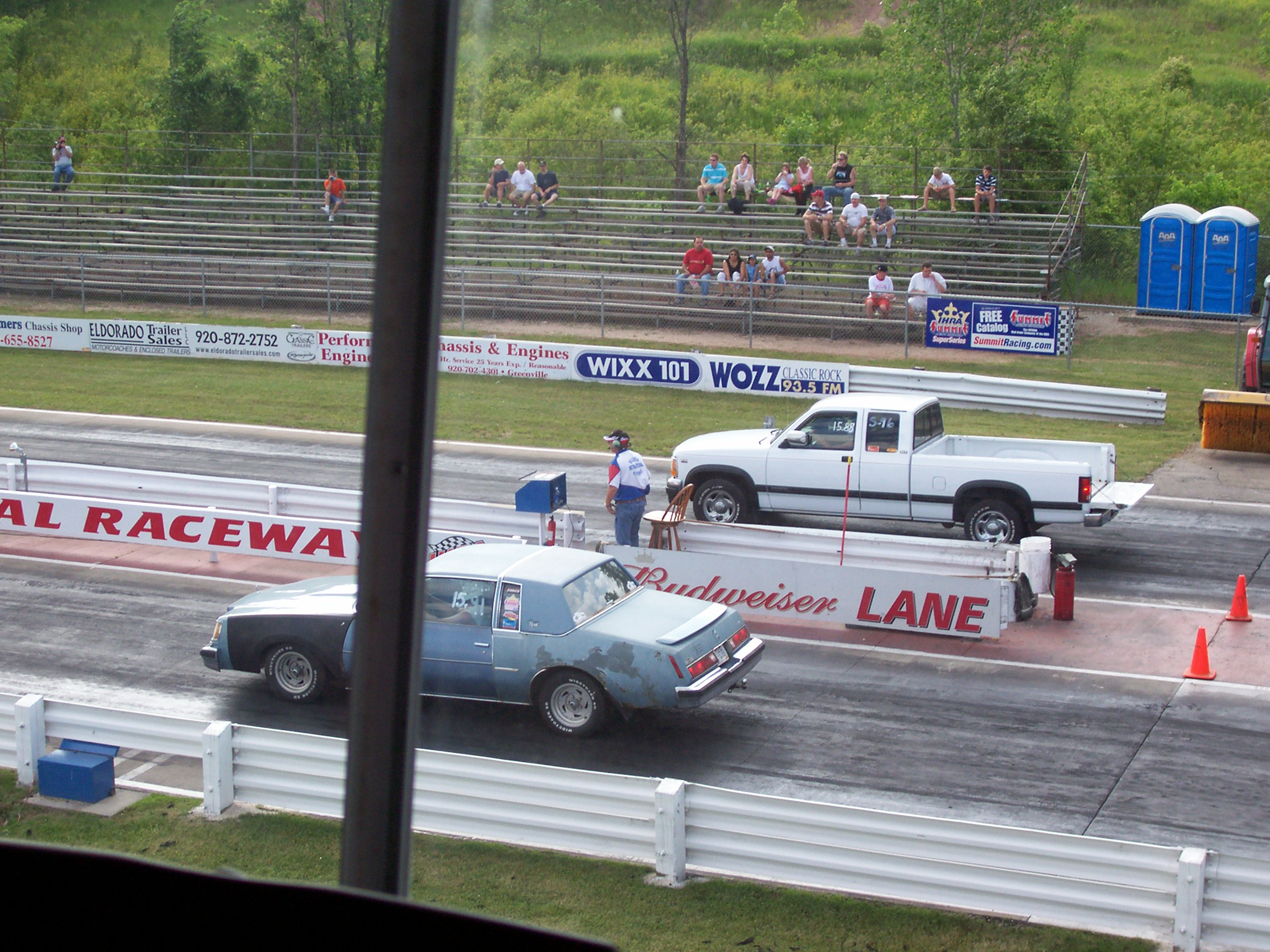
Дрэг-рейсинг

Ещё до Второй мировой войны автолюбители устраивали соревнования на разгон по общественным дорогам, в основном, на четверть мили (402 м). В 1950 году в городе Санта-Ана, Калифорния на местном аэродроме было проведено первое официальное соревнование по дрэг-рейсингу. К слову сказать, NHRA (National Hot Rod Association) была создана для того, чтобы пресечь гонки по улицам. Наиболее распространённая дистанция — классическая ¼ мили.
Дрэг-рейсинг устраивают как на обычных машинах, так и на болидах, построенных специально для этого (дрэгстерах). Дорожная машина проходит дистанцию в четверть мили за 16 секунд, в то время как дрэгстер класса Top Fuel покрывает её менее чем за 5 секунд, развивая ускорение свыше 4 g.
Любительский дрэг-рейсинг набирает популярность в России. Во многих крупных городах периодически устраиваются соревнования. Строительство первой в России трассы для дрэг-рейсинга было закончено 29 мая 2005 года недалеко от п. Балахта и санатория «Красноярское Загорье» в 200 км от Красноярска. 24 июня 2006 года трасса была названа в честь Дерешева Михаила. Вплоть до 2007 года на трассе проходили соревнования по Дрэг Рэйсингу — «GT-Сейшн Сибири и Дальнего Востока». До 2008 года включительно крупнейшим соревнованием в России являлась Абсолютная Дрэг-Битва в середине России, которая проходила в Красноярске с 2004 года.

### Дрифт

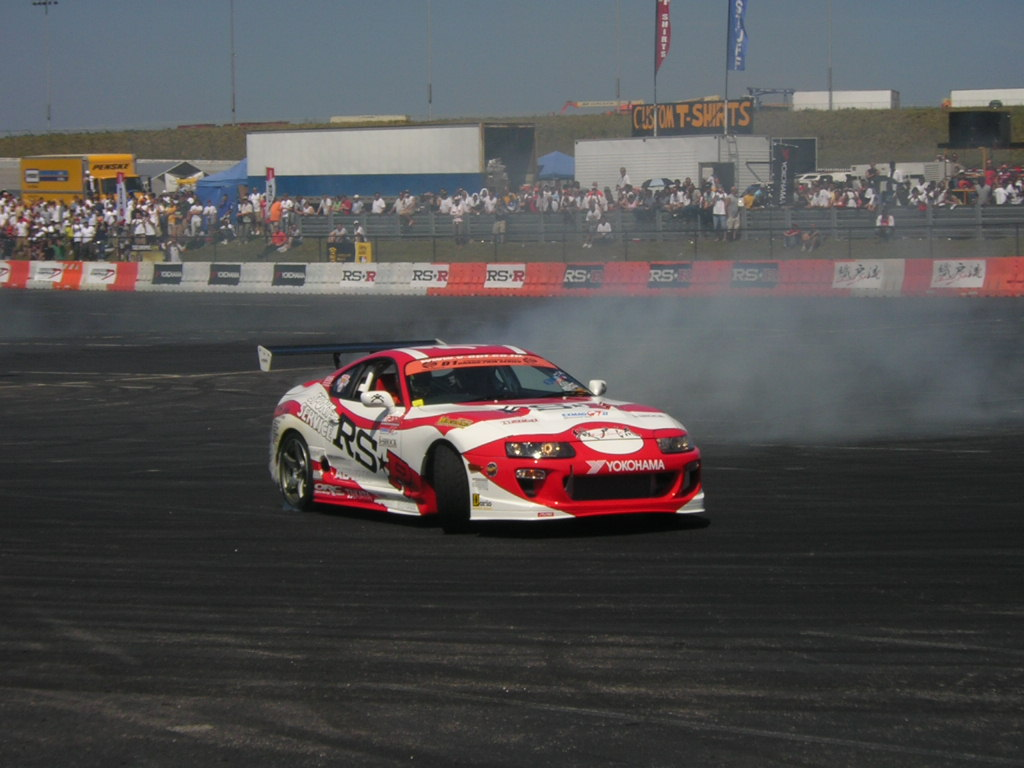
Дрифт

Соревнования на автомобилях при движении в управляемом заносе. В отличие от традиционных видов автоспорта, решающими факторами, влияющими на победу, являются не время прохождения трассы, а техника управления автомобилем в заносе, прохождения клип-пойнтов, выполнение технического задания судей и зрелищность. Именно ввиду последнего фактора дрифтинг зачастую не воспринимается как серьёзный вид автоспорта, а скорее как некое шоу. Однако в таких регионах мира, как Япония (родина дрифта), США, Англия, Европа, Австралия и Россия дрифт уже набрал достаточные обороты, чтобы считаться отдельной дисциплиной автоспорта. В 2010 году РАФ внесла дрифт в список официальных дисциплин.

### Гонки на выживание
История вида берет свои истоки на Западе. Соревнование на грунтовом кольце бывает нескольких видов. Один из них проводится по спортивному регламенту близкому к автокроссу, предусматривает силовую борьбу и позволяет участникам в ходе заездов выталкивать соперников с трассы или своего пути. Этот вид гонок проводится в ряде стран СНГ ещё с начала 1990-х годов. Как правило, трассы для гонок на выживание специально делаются ухабистыми и извилистыми, часто с грязью. Некоторые организаторы гонок на выживание делают на трассе опасные повороты, рампы и подлёты, чтобы увеличить зрелищность гонок. Существуют зимние и летние этапы чемпионатов по гонкам на выживание. Гонщики в чемпионатах состязаются или в наборе очков или же, до последнего участника на круге. Гонки на выживание, в которых главная задача - разбить все машины соперников называют также дерби (demolition derby). Они проводятся на аренах или площадках, огороженных барьером, как правило с ровным покрытием.

### Картинг

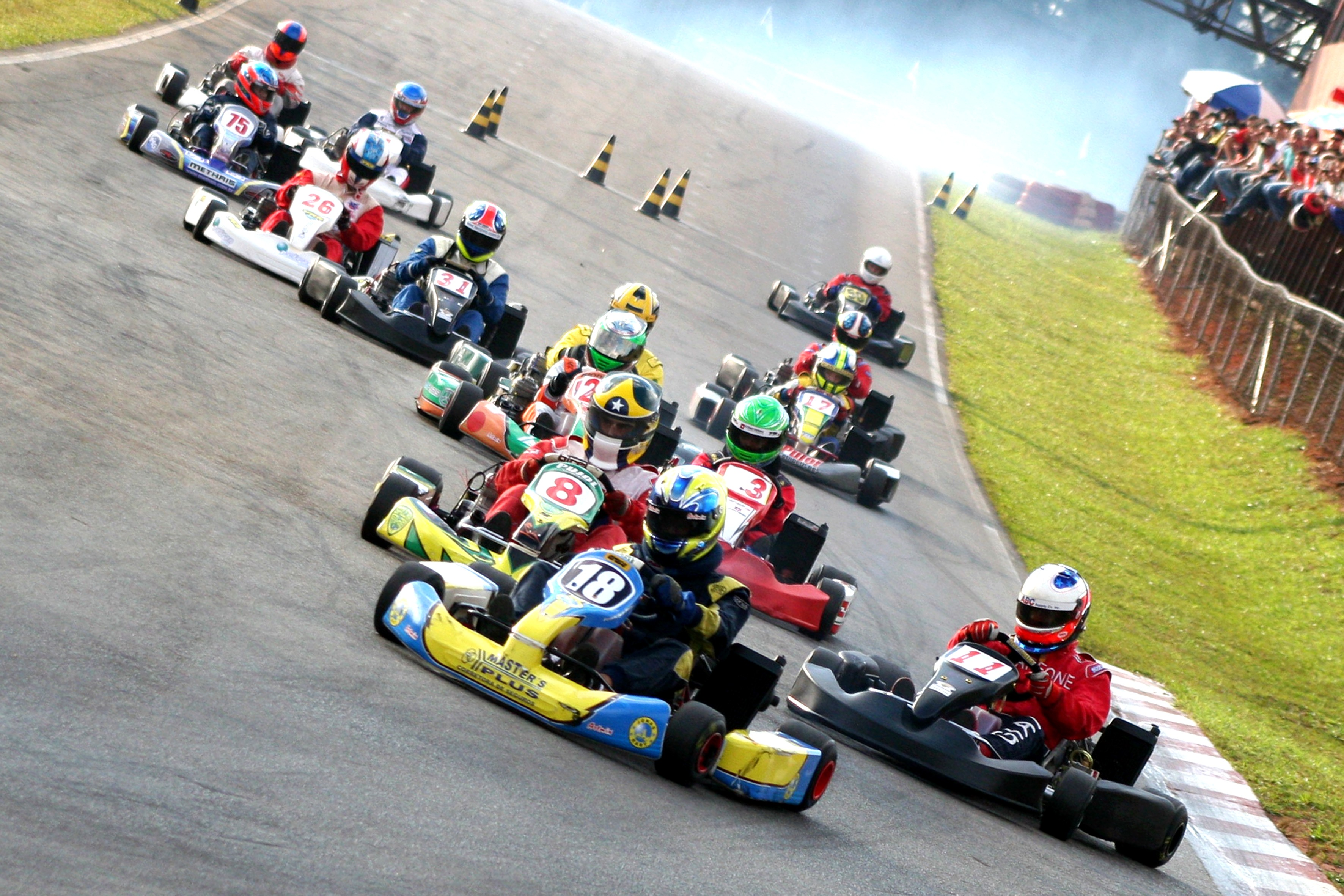
Картинг

Гонки на картах — небольших автомобилях, состоящих из рамы, мотоциклетного двигателя и сиденья. Карт стоит дешевле любого гоночного автомобиля, и сравнительно безопасен. Поэтому картинг является идеальным видом спорта для начинающих гонщиков — а также отдыхом для людей, не связанных с автогонками. Прокатный карт имеет двигатель мощностью около 9 л. с. и развивает скорость около 50 км/ч; спортивные могут развивать свыше 200 км/ч.

### Другие виды соревнований
Существовало и существует ещё множество других разновидностей соревнований, например соревнования на подъём в гору, гонки на выносливость (к ним можно отнести 24-часовые марафоны) и другие, гораздо менее традиционные виды автоспорта.
Главная автоспортивная организация — Международная автомобильная федерация (МАФ). Под её подчинением находятся национальные федерации автоспорта, в том числе и Российская автомобильная федерация (РАФ).

## Основные автоспортивные чемпионаты
- Шоссейно-кольцевые автогонки:
  - Гонки формульного типа: Формула-1, IndyCar, Формула E, Формула-2, Формула-3, Еврокубок Формулы-Рено 2.0, Формула-4.
  - Спорт-прототипы: серия Ле-Ман, американская серия Ле-Ман, Гранд-Ам.
  - Кузовные гонки: FIA GT, серия Ле-Ман, НАСКАР, ДТМ, кубок мира по автогонкам в классе Туринг, РСКГ.
- Гонки по пересечённой местности:
  - Классическое ралли: чемпионат мира по ралли, чемпионат Европы по ралли.
  - Ралли-рейды: ралли Дакар, кубок мира по ралли-рейдам, Африка Эко Рейс, ралли «Шёлковый путь».
  - Ралли-кросс: чемпионат мира по ралли-кроссу.
  - Автокросс: чемпионат Европы по автокроссу.

### Наиболее известные гонки
- Гран-при Монако (Формула-1)
- 500 миль Индианаполиса (IndyCar)
- Daytona 500[англ.] (НАСКАР)
- Гран-при Макао (Формула-3)
- 24 часа Ле-Мана (WEC)
- 24 часа Дайтоны
- 24 часа Нюрбургринга
- 24 часа Спа
- Ралли Монте-Карло
- Ралли Дакар
- Pikes Peak International Hill Climb
- Гонка чемпионов